# آینده (آلبوم لئونارد کوهن)
آینده  (به انگلیسی: The Future) نهمین آلبوم استودیویی خواننده و ترانه‌سرای کانادایی لئونارد کوهن است. این آلبوم در سال ۱۹۹۲ منتشر شد.

## جوایز و افتخارات
این آلبوم در جدول موسیقی انگلستان به رتبه ۳۶ رسید و در کانادا به‌طور شگفت‌انگیزی موفق شد. کوئن همچنین جایزه جونو را برای بهترین خوانندۀ مرد در سال ۱۹۹۳ برای این آلبوم کسب کرد.

## موسیقی فیلم
سه ترانه از این آلبوم در سال ۱۹۹۴ در فیلم قاتلین بالفطره به کارگردانی الیور استون استفاده شد. همچنین از ترانه‌های این آلبوم در فیلم پسران شگفت‌انگیز نیز استفاده شد.